# Piranha Bytes
Piranha Bytes byli vývojáři počítačových her sídlící v Ruhrgebiet, Německo. Jsou autory světoznámých RPG sérií Gothic (vydavatelé: Shoebox a JoWooD) a Risen (vydavatel: Deep Silver).
Pluto 13 GmbH bylo založeno v roce 2002 zaměstnanci a vedením Piranha Bytes Software GmbH. Piranha Bytes Software GmbH samotné bylo založeno již v roce 1997 a později v roce 1999 změněno na 100% dceřinou společnost Phenomedia AG. V květnu 2002 Phenomedia AG vstoupilo do insolvenčního řízení kvůli finančním nesrovnalostem a někteří manažeři (nikoliv však z řad Piranha Bytes) byli postaveni před německý soud.
V září 2002 bylo dohodnuto s insolvenčním správcem MBO (management buyout, v češtině převzetí společnosti jejím vedením). Vzniklo tak Pluto 13 GmbH a hlavní aktiva, ochranné známky a většina zaměstnanců byla převedena na novou společnost. Jeden ze čtyř původních zakladatelů zůstal s týmem ve vedoucí pozici.
Pluto 13 GmbH mělo k roku 2016 okolo 25 stálých zaměstnanců.
Dne 22. ledna 2024 studio zveřejnilo na svých oficiálních stránkách zprávu, ve které vyjádřilo optimismus ohledně hledání investora pro budoucí projekty a slíbilo, že bude komunitu průběžně informovat o nových událostech. V červenci 2024 bylo potvrzeno, že studio ukončilo svou činnost koncem června poté, co se nepodařilo najít investora.
Někteří z bývalých zaměstnanců založili nezávislé studio Pithead, kterému šéfují manželé Björn a Jenny Pankratz, již byli součástí Piranha Bytes v podstatě od jeho zrodu. Jakému projektu se bude malý tým věnovat, zatím neohlásili. V discordové komunitě pak zástupci studia vysvětlili, že „piraně“ bohužel potkal nešťastný osud, který je v herním průmyslu až příliš častý: „Jak jste si určitě všimli, hernímu průmyslu se loni nedařilo. Týkalo se to i skupiny Embracer, jehož součástí je i THQ Nordic a Piranha Bytes. Hodně studií muselo zavřít a tisíce lidí napříč herním vývojem přišlo o práci. Bohužel to byl osud i Piranha Bytes.“

## Hry
| Rok  | Hra                               | Vydavatel                           | Engine                                                     | Poznámka                                                 |
| ---- | --------------------------------- | ----------------------------------- | ---------------------------------------------------------- | -------------------------------------------------------- |
| 2001 | Gothic                            | Shoebox                             | ZenGin (vyvinut interně)                                   | První hra                                                |
| 2002 | Gothic II                         | JoWooD Productions AG               | ZenGin (vylepšená verze)                                   |                                                          |
| 2003 | Gothic II: The Night of the Raven | JoWooD Productions AG               | ZenGin (vylepšená verze)                                   | (datadisk ke Gothic II, 2003 Německo, 2005 zbytek světa) |
| 2006 | Gothic 3                          | Deep Silver & JoWooD Productions AG | Genome Engine (interně vyvinut)                            |                                                          |
| 2009 | Risen                             | Deep Silver                         | Genome Engine (přepracovaný a již nejde o oficiální název) |                                                          |
| 2012 | Risen 2: Dark Waters              | Deep Silver                         | Genome Engine (přepracovaný a již nejde o oficiální název) |                                                          |
| 2014 | Risen 3: Titan Lords              | Deep Silver                         | Genome Engine (přepracovaný a již nejde o oficiální název) |                                                          |
| 2017 | ELEX                              | THQ Nordic                          | Genome Engine (přepracovaný a již nejde o oficiální název) | Vydavatelem je nově THQ Nordic, dříve Nordic Games.      |
| 2022 | ELEX II                           | THQ Nordic                          |                                                            |                                                          |

## Zaměstnanci
| Jméno             | Funkce                                                                                   |
| ----------------- | ---------------------------------------------------------------------------------------- |
| Marc Bongers      | Programování nástrojů (Tool-Programmer)                                                  |
| Milad Sadinam     | Programátor                                                                              |
| Jann Kerntke      | Vytváření konceptů (Concept Artist)                                                      |
| Jennifer Gartmann | QA-Manager, Dokumentace mimo jiné                                                        |
| Kurt Pelzer       | Programování (Engine, Game, Script, Editor)                                              |
| Mario Röske       | Leveldesignér – Hory, jezera, města, události, objekty, věci v inventáři (items)         |
| Sascha Henrichs   | 3D Grafik, vývoj (Environment)                                                           |
| Michael Rüve      | Obchodní ředitel                                                                         |
| Philipp Krause    | Vedoucí programátor (Lead Programmer)                                                    |
| Mike Hoge         | Herní a příběhový design/projektování (Game + Story Design / Project)                    |
| André Braun       | Programování                                                                             |
| Björn Pankratz    | Ředitel výroby, herního designu, scenárista (Project Director, Game Design, Storywriter) |
| Stefan Kalveram   | Příběh                                                                                   |
| Quy Hoang         | Výroba 3D grafiky v levelech (3D Artist in Level)                                        |
| Thorsten Kalka    | 3D grafik (3D Artist)                                                                    |
| Mattias Filler    | Příběh a herní design (Story a Gamedesign )                                              |
| André Hotz        | Animátor                                                                                 |
| Dietrich Magnus   | Animator/rigger (Animace/mechanika)                                                      |
| Roman Keskenti    | Programování: UI (umělé inteligence), Hudba, Efekty, Dateisystem, (všelicos)             |
| André Thiel       | 2D Grafik (GUI, Částice, Textury) a Leveldesigner (Osvětlování a objektování)            |
| Paul Springfeld   | Výroba 3D grafiky v levelech (3D Artist in Level)                                        |
| Horst Dworczak    | Výroba modelů postav (3D Character Artist)                                               |